# Dwight Schrute
Dwight Kurt Schrute III foi um personagem da série de televisão americana The Office e é interpretado pelo ator americano Rainn Wilson. O personagem de Dwight era vendedor e assistente do gerente regional, Michael Scott,  na empresa fictícia de distribuição de papel Dunder Mifflin , antes de suas promoções nas temporadas posteriores do programa. Seu personagem também administrava uma pousada na Fazenda Schrute, era dono de uma plantação de beterraba e, na 7ª temporada, dono do prédio onde a empresa Dunder Mifflin está localizado. Seu personagem é conhecido por seu amor pelas artes marciais e pela polícia. 
Ao longo da série, Dwight tenta repetidamente se tornar gerente regional da filial Dunder Mifflin Scranton, servindo obedientemente sob o comando do personagem gerente regional Michael Scott.  O personagem é baseado em Gareth Keenan da versão original britânica do show, interpretado pelo ator Mackenzie Crook . Notavelmente, Dwight é o único personagem que apareceu e dialogou em todos os episódios da série.  O ator Rainn Wilson recebeu três indicações para o Primetime Emmy Award de Melhor Ator Coadjuvante em Série de Comédia por sua interpretação do personagem. 

## Elenco
Dwight Schrute é interpretado pelo ator americano Rainn Wilson. Outros atores que fizeram o teste para o papel incluem Seth Rogen, Matt Besser, Judah Friedlander e Patton Oswalt. O personagem é baseado em Gareth Keenan da versão original britânica do show, interpretado pelo ator Mackenzie Crook.  Todos os personagens da série original da versão britânica de The Office foram adaptados para a versão americana do programa. Ao contrário de Steve Carell, Wilson assistiu a todos os episódios da série britânica original e era um fã antes de fazer o teste para a versão americana. Wilson havia feito o teste originalmente para Michael Scott, uma performance que ele descreveu como uma "terrível personificação de Gervais". No entanto, os diretores de elenco gostaram muito mais de sua audição como Dwight e o contrataram para o papel. Wilson baseou o penteado de Dwight no estilo que ele tinha quando tinha dezesseis anos. Em entrevista, ele disse que foi ao barbeiro para fazer “o pior corte de cabelo possível”. 

## Informações do personagem
Quando a série começa, Dwight Schrute é um vendedor competente na filial da empresa (Dunder Mifflin), em Scranton (Virgínia). Dwight detinha formalmente o título de "Assistente do Gerente Regional", mas constantemente se refere a si mesmo como "Gerente Regional Assistente", tentando se elevar ao segundo em comando do gerente da filial Michael Scott. Michael, seu chefe, o nomeia "Gerente Assistente" a certa altura da série e diz a ele (para enganá-lo) que nenhum registro ou menção será mantido sobre a "mudança de título apenas". Michael nunca mais menciona a mudança de função. Dwight anseia ter poder e autoridade sobre seus colegas de trabalho e aprecia qualquer tarefa sem importância que seu chefe ou outra pessoa lhe dê.  Embora Dwight aja de forma superior a muitos indivíduos e muitas vezes seja bom em crises, ele se mostra bastante crédulo, ignorante e ingênuo. Por esse motivo, ele é facilmente enganado e sofre pegadinhas de seus colegas, especialmente de Jim Halpert. Dwight costuma falar de maneira hesitante e intensa, mesmo em conversas casuais.  No escritório, sua roupa de trabalho mais recorrente é uma camisa cor mostarda de manga curta, com gravata escura e paletó marrom. Ele costuma usar a superioridade para superar seus colegas, gabando-se de como treina partes específicas de seu corpo. Dwight às vezes se envolve em piadas e jogos na tentativa de agradar Michael, mas muitas vezes não consegue fazê-lo por causa da percepção de Michael de si mesmo como o piadista do local de trabalho. Depois que Dwight deixa temporariamente Dunder Mifflin, é mostrado que ele há muito tempo regava a planta do escritório e arrumava os brinquedos na mesa de Michael de uma maneira que deixava Michael feliz - sem o conhecimento de Michael. 
Dwight é um ex-xerife voluntário, mas teve que renunciar depois de quebrar sua promessa de ajudar seu chefe, Michael, a passar ilegalmente em um teste de drogas, dando-lhe sua urina no episódio "Teste de Drogas". Ele também é notário público; isso cria dificuldades quando Ângela deseja enviar-lhe uma carta autenticada sobre o rompimento. Ele mora na fazenda de beterraba de sua família, ao lado de seu primo, Mose (interpretado pelo produtor/escritor Michael Schur). Dwight tem afinidades com paintball, Battlestar Galactica, pingue-pongue, sobrevivência, caratê, Goju Ryu e armas. Ele também tem preferência por andar no banco de trás dos carros atrás do motorista, por acreditar ser o local mais seguro do carro. Ele também gosta de ser a última pessoa do grupo ao caminhar, afirmando que 70% dos ataques a uma pessoa são por trás. Ele leva o caratê muito a sério, ganhando a faixa preta na 9ª temporada. Ele também foi "Senpai" do Sensei do Dojo do qual participou. 
No episódio "Whistleblower", incentivado a investir em imóveis pelo ex-CEO e proprietário da Dunder Mifflin-Sabre, Jo Bennett, Dwight decide comprar o prédio em que a sede da empresa está.  Como proprietário de um edifício,  ele instituiu temporariamente várias novas políticas na tentativa de economizar custos - incluindo a instalação de luzes com sensores de movimento e papel higiênico pela metade. Ele já demonstrou características empreendedoras, como converter o saguão do prédio em uma cafeteria, converter uma sala vazia no prédio de escritórios em uma patética academia improvisada  e organizar um labirinto de celeiro antes do Halloween, para crianças. Ele também possui um terreno no lado claro da lua, dado a ele por Andy Bernard na oitava temporada. Em um comentário do episódio do DVD da primeira temporada, Wilson se refere a Dwight como um "nerd fascista". Em um artigo do DVD da terceira temporada, Wilson descreve Dwight como "alguém que não odeia o sistema, mas tem um amor profundo e duradouro por ele". 

## Família e infância
No episódio "Circuito de Palestras", Dwight afirma se lembrar de seu próprio nascimento, incluindo seu pai, Dwight Schrute II, fazendo-o nascer do útero, e sua mãe mordendo o cordão umbilical. No episódio "Aconselhamento do Luto", Dwight afirma que era gêmeo, mas "reabsorveu" seu gêmeo ainda no ventre de sua mãe (esta ocorrência é chamada de síndrome de embolização gemelar), fazendo-o acreditar que agora tem "a força de um homem adulto e um bebezinho". Ele também afirma ter nascido pesando 6,0 kg, tornando sua mãe incapaz de andar por três meses e dois dias e no "Chá de Bebê", ele afirma ter realizado sua própria circuncisão. Ele informa a Jim e Pam Beesly que, na família Schrute, o filho mais novo cria os demais filhos. Dwight teve piolhos em seu primeiro dia de escola e acredita que ele era impopular quando criança apenas por causa disso, e não (como é muito mais provável) por sua personalidade ou comportamento. Pouco se sabe sobre os pais de Dwight, exceto que seu pai costumava levá-lo para caçar, trapaceava nos jogos, fazia biscoitos para seus irmãos e para ele no café da manhã todas as manhãs e que ele lutava contra obesidade, pressão alta e colesterol alto. 
O avô materno de Dwight, cujo sobrenome é Manheim (de acordo com o blog de Dwight na NBC.com) lutou na Segunda Guerra Mundial. Ele matou vinte homens antes de ser preso em um campo de prisioneiros aliado (revelado em "A Luta"), o que implica que ele era um soldado do exército alemão.  Dwight conta à equipe do documentário que seu avô tem (na época do episódio) 103 anos e ainda está "perambulando pela Argentina", o que implica que seu avô era um criminoso de guerra que fugiu para a América do Sul. Dwight tentou visitá-lo uma vez, mas seu visto de viagem foi protestado pela Fundação Shoah. Em "Dia de levar sua filha para o trabalho", Michael se refere à avó de Dwight como uma "criminosa de guerra nazista". O pai e o avô de Dwight também se chamam Dwight Schrute; no entanto, seu bisavô Amish chamava-se Dwide Schrude. Em "Casino Night", Dwight revela que o smoking que usa é aquele com que seu avô foi enterrado. É revelado em "Money" que é uma tradição na família Schrute que quando um homem tem relações sexuais com uma mulher, ele é recompensado com um saco de aveia que seus pais deixam na sua porta. Dwight também fala alto alemão, mas seu conhecimento é "pré era-industrial e principalmente religioso", como seria de esperar se a língua fosse aprendida exclusivamente em uma igreja ou contexto Amish. 
Dwight foi rejeitado por sua família desde os quatro anos até seu sexto aniversário, por se esquecer de guardar o excesso de óleo de uma lata de atum. Ele perdeu um concurso de ortografia na escola primária para Raj Patel ao digitar incorretamente a palavra "fracasso", na frente de toda a escola. Na sétima série, Dwight desempenhou o papel inventado de "Mutey. o Carteiro" em uma produção de Oklahoma!. Ele explica que não havia papéis suficientes para todas as crianças, então elas inventaram papéis. 
Dwight mora em uma casa de fazenda de nove quartos e um banheiro externo (de madeira, antigo) na fazenda de beterraba de 240.000 m2 de sua família com seu primo Mose. Os primos vendem beterraba em lojas locais, restaurantes e barracas de beterraba à beira da estrada. Dwight usa parte de sua fazenda para cultivar cânhamo. Dwight e Mose também transformaram a Fazenda Schrute em uma pousada em ruínas, que foi visitada por Jim e Pam. A pousada possui três quartos temáticos: América, Irrigação e Noite. Schrute Farms também seria o local do casamento de Andy e Angela antes de os dois romperem o noivado. Em "Garden Party", Andy dá uma festa no jardim da Schrute Farms para impressionar seu pai e, no final do episódio, Robert California também discute a possibilidade de realizar sua festa de aniversário na fazenda. 
De acordo com Dwight no "Schrute-Space" da NBC.com, ele tinha um tio, chamado Gunther, um criador de cabras, que fugiu da invasão aliada da Alemanha e se casou com uma finlandesa, com quem teve 17 filhos.  Ele também tinha um tio Girt, que revelou que a família Schrute tem um ódio constante por Harry S. Truman, porque eles eram defensores ferrenhos de Thomas Dewey. Em outro blog, ele menciona um primo chamado Heindl, que sofreu vários ferimentos e infecções devido ao ataque de um cachorro pequeno. 

## Interesses
Dwight é treinado na arte da vigilância e é ex-xerife voluntário do condado de Lackawanna. Ele é faixa preta em caratê Goju-Ryu e é o senpai de seu dojo. Dwight é um entusiasta da cultura pop e da ficção científica. No episódio o "Incêndio", ele mencionou o filme The Crow como seu filme favorito. Ele sugere a crença em criaturas fictícias como andróides, zumbis e vampiros (embora curiosamente, apesar de ter afirmado na "Escola de Negócios" ter atirado em um lobisomem (que na verdade era o cachorro de seu vizinho), ele diz em uma de suas entradas de blog que ele não acredita neles; no entanto, ele pode simplesmente ter negado as alegações de lobisomens nas Fazendas Schrute para evitar que visitantes em potencial fossem assustados). Ele gosta e demonstra ser habilidoso em jogar tênis de mesa e afirma que muitos de seus heróis são jogadores de tênis de mesa. Seus gostos musicais variam, mas o heavy metal parece ser um tema recorrente.   
Seus talentos musicais pessoais não faltam, pois ele toca violão e flauta doce além de cantar. Ele tem fascínio por carros; ele geralmente verifica a suspensão de um carro.  Ele dirige um Pontiac Trans Am 1987, embora no último episódio ele esteja dirigindo um Dodge Challenger 2013. Seus talentos tecnológicos são limitados, mas ele demonstra paixão pelo RPG online Second Life, no qual a única diferença entre ele e seu avatar é que seu avatar tem o sobrenome "Shelford" e a habilidade de voar. Ele também joga StarCraft vestido com uma fantasia de Halloween de Sarah Kerrigan. Ele também demonstra interesse por trens, pois está restaurando uma locomotiva a vapor da virada do século em seu matadouro, durante o episódio "The Meeting", que o faz se relacionar com Toby Flenderson, pois compartilham o mesmo interesse. No episódio "Todd Packer", é revelado que Dwight não sabe quem é Justin Bieber, perguntando a Jim "Quem é Justice Beaver?", deixando Jim responder "Um castor que combate o crime". 
Dwight possui uma impressionante variedade de armas. Além de sua arma laser equipamento de paintball, ele tem um campo de besta em sua fazenda ("Office Olympics") e, quando foi nomeado Supervisor de Segurança oficial da filial de Scranton, sugeriu que poderia trazer uma equipe de ninjas armdos com lanças para o escritório. Ele mantinha um arsenal escondido de armas no escritório, incluindo spray de pimenta, nunchakus, estrelas ninja, uma arma de choque, um bumerangue, algemas, um cassetete, um par de socos ingleses e uma espada chinesa, todos confiscados por Toby. 
Dwight também afirmou ter ficado sentado em sua mesa por um dia inteiro com uma espingarda de batatas, sem qualquer dificuldade da segurança. Dwight também usa uma arma real, um revólver Colt Anaconda. Ele produziu uma grande quantidade de coquetéis molotov para um ataque à filial da empresa na cidade de Utica. Em "Survivor Man", é revelado que Dwight ainda possui inúmeras facas (e outras armas) escondidas em si mesmo (como em "Stress Relief", há uma faca amarrada em sua perna) ou estrategicamente posicionadas em todo o escritório (como "a Sra. Faca" em um arquivo, armas ninja atrás de um refrigerador de água, uma espada em uma telha do teto, um dardo em um box de banheiro e um arco debaixo de um sofá), e que ele possui um rifle .22 com mira. Dwight também tem amplo conhecimento de como sobreviver na selva, sendo capaz de se abastecer de comida e, ao observar Michael à distância, através da mira de seu rifle de tiro central, ele impede Michael de se envenenar, embora seja não está claro se os cogumelos que Michael começou a ingerir eram realmente venenosos. 
Dwight fala abertamente sobre suas opiniões sobre justiça, o que se reflete em seus hábitos de assistir televisão, já que ele gosta de assistir e tem grande admiração por Juíza Judy (série de televisão), bem como por Vic Mackey no The Shield. Em "A Negociação", Roy Anderson ataca Jim, porque ele beijou a noiva de Roy, Pam, mas Dwight intercepta o ataque com spray de pimenta. Ao longo do episódio, Jim tenta mostrar seu apreço, mas Dwight se recusa a aceitar seus presentes, simplesmente afirmando "Os cidadãos não aceitam prêmios por serem cidadãos". Dwight encontra metade de um baseado no estacionamento, o que o incita a realizar uma investigação severa e completa. Quando ele descobre que Michael pode ter sido exposto a drogas ilegais em um show, ele substitui sua própria urina durante o teste obrigatório de drogas. Dwight então renuncia ao cargo de voluntário no Departamento do Xerife, porque sente que não é mais digno de trabalhar lá. Dwight afirma que é hábil em investigar pessoas, assim como animais, revelando que certa vez emoldurou um guaxinim para abrir um presente de Natal e um urso para comer do lixo, embora tenha deixado isso óbvio à polícia que queria que Toby fosse preso. No episódio "Apreciação das Mulheres", ele é citado como tendo dito "Melhor mil homens inocentes serem presos do que um homem culpado vagar livre." 
Em "Resolução de Conflitos", Dwight afirma que não gosta de sorrir, pois mostrar os dentes é um sinal de submissão nos primatas, e que sempre que alguém sorri para ele, "tudo o que [ele] vê é um chimpanzé implorando por sua vida". Ele tem muitos animais de estimação exóticos, incluindo piranhas, sapos, um lobo ártico, um guaxinim, um porco-espinho chamado Henrietta e um gambá, embora o lobo tenha escapado devido a restrições inadequadas e ele jogou suas piranhas no vaso sanitário. Ele também tem interesse em ursos, e está pronto para debater os hábitos e características das diferentes espécies de ursos.Ele também expressou um carinho surpreendentemente grande pelos filhotes de lontras.  Em "Concurso de Fantasias", Dwight afirma poder sentar em uma cerca, e que até consegue dormir em cima dela, afirmando que "O truque é fazer de bruços, com o poste na boca". É revelado no episódio "Suit Warehouse" que quando criança Dwight coletava fezes de gato. 